# دهوک مدادخان
دهوک مدادخان (به انگلیسی: Dhok Madad Khan) یک شهر در پاکستان است که در اسلام‌آباد واقع شده‌است. دهوک مدادخان ۵۸٬۳۰۲ نفر جمعیت دارد و ۵۶۶ متر بالاتر از سطح دریا واقع شده‌است.